# Județul Prahova (interbelic)
Județul Prahova a fost o unitate administrativă de ordinul întâi din Regatul României, aflată în regiunea istorică Muntenia. Reședința județului era municipiul Ploești.

## Întindere

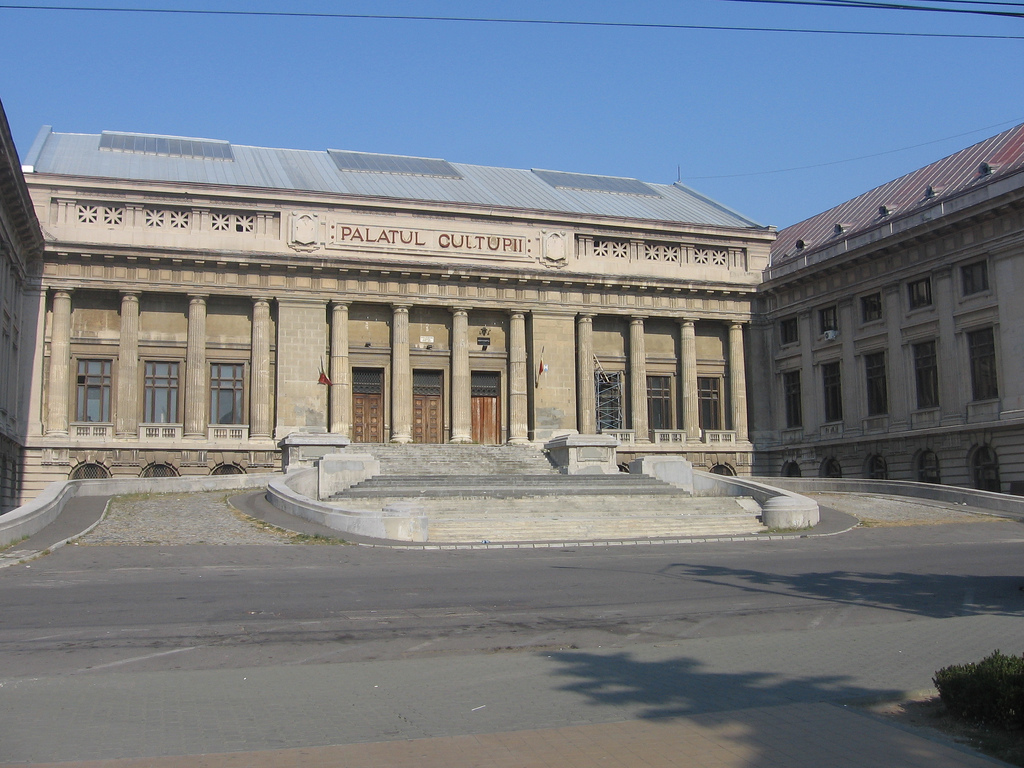
Clădirea Tribunalului județului Prahova din perioada interbelică. Clădirea-monument istoric, construită la începutul secolului al XX-lea în stil neoclasic francez după planurile arhitecților Ernest Doneaud și Toma T. Socolescu, este cunoscută în prezent ca Palatul Culturii din Ploiești. Edificiul este situat pe Str. Erou Cătălin Călin nr. 1.

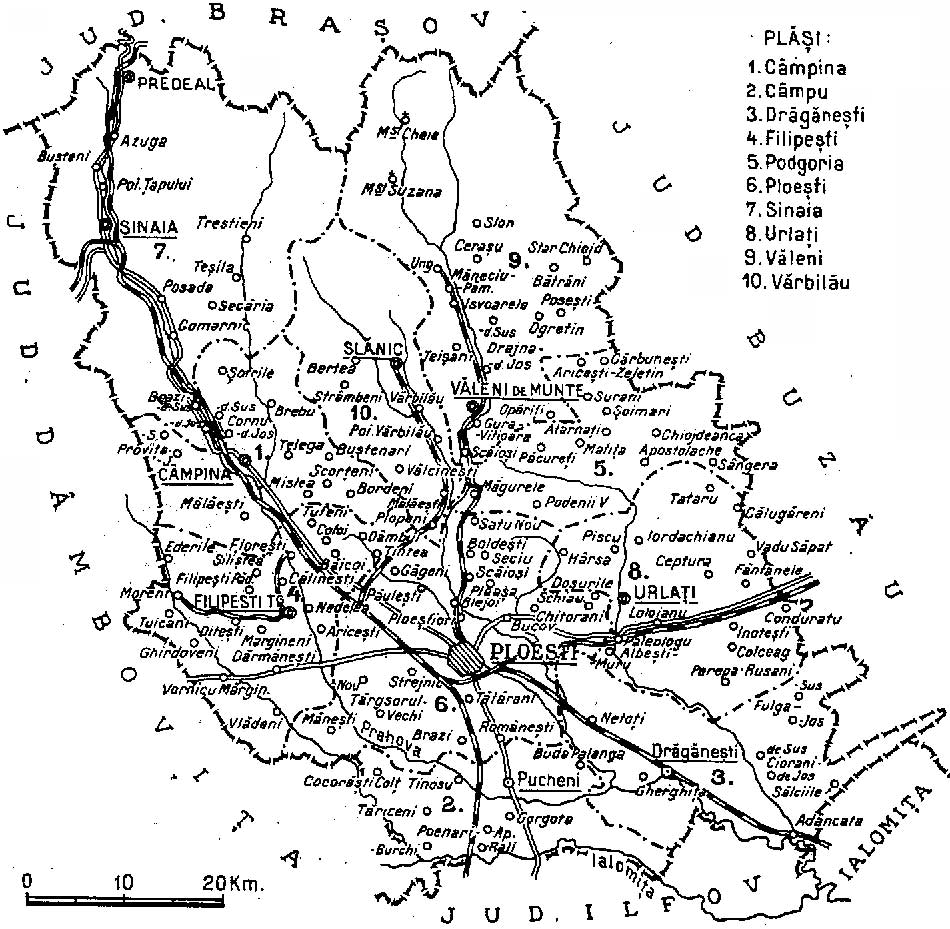
Harta județului, cu dispunerea și denumirea plășilor, în anul 1938.

Județul se afla în partea central-sudică a României Mari, în centrul regiunii Muntenia. Județul cuprindea mare parte din actualul județ Prahova, mai puțin orașul Mizil și câteva sate din zona sa (care pe atunci erau în județul Buzău). În plus față de limitele actuale, județul conținea în partea de vest câteva comune (între care comunele Dărmănești și I.L. Caragiale și actualul municipiu Moreni, în prezent în județul Dâmbovița), și în partea de nord-vest orașul Predeal (actualmente în județul Brașov).

## Organizare
Teritoriul județului era împărțit inițial în șapte plăși:
1. Plasa Câmpina,
2. Plasa Drăgănești,
3. Plasa Filipești,
4. Plasa Ploești,
5. Plasa Sinaia,
6. Plasa Urlați și
7. Plasa Văleni.

Ulterior, au mai fost înființate trei plăși noi:
1. Plasa Câmpu,
2. Plasa Podgoria și
3. Plasa Vărbilău

Pe teritoriul județului se aflau opt localități urbane: municipiul Ploiești (reședința județului) și comunele urbane (orașele) Câmpina, Filipești-Târg, Predeal, Sinaia, Slănic, Urlați și Vălenii de Munte.

## Populație
Conform datelor recensământului din 1930 populația județului era de 477.750 de locuitori, dintre care 95,0% români, 1,5% țigani, 0,9% evrei, 0,8% maghiari, 0,7% germani ș.a. Sub aspect confesional populația era formată din 96,0% ortodocși, 1,2% romano-catolici, 1,0% mozaici, 0,6% lutherani, 0,5% greco-catolici ș.a.

### Mediul urban
În anul 1930 populația urbană a județului era de 105.098 locuitori, dintre care 88,8% români, 3,5% evrei, 1,9% maghiari, 1,7% germani, 1,4% țigani ș.a. Din punct de vedere confesional orășenimea era alcătuită din 89,2% ortodocși, 3,6% mozaici, 3,3% romano-catolici, 1,5% lutherani, 1,3% greco-catolici, 0,6% reformați ș.a.

## Materiale documentare

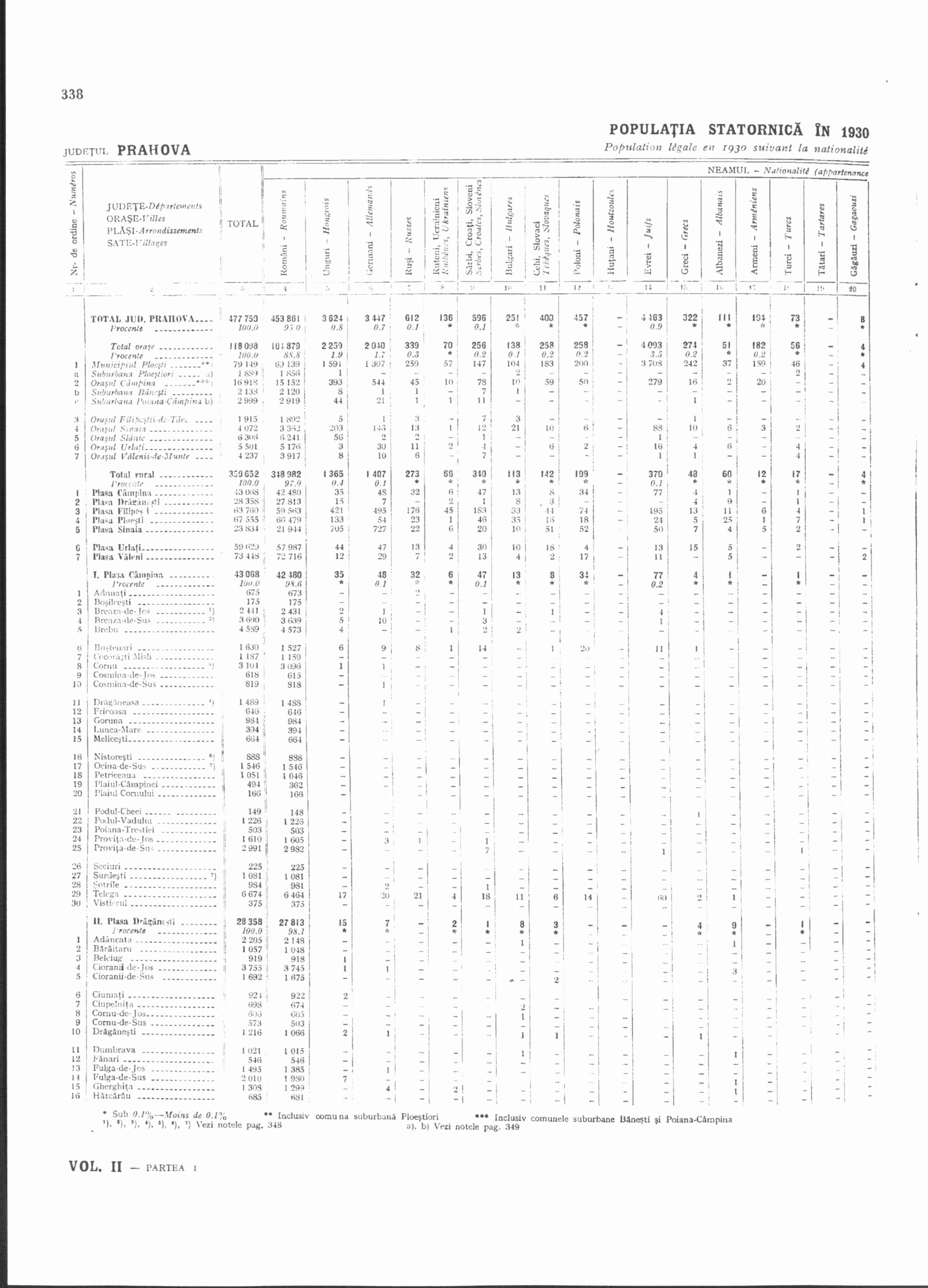
Populația județului în anul 1930, după etnie și limbă maternă
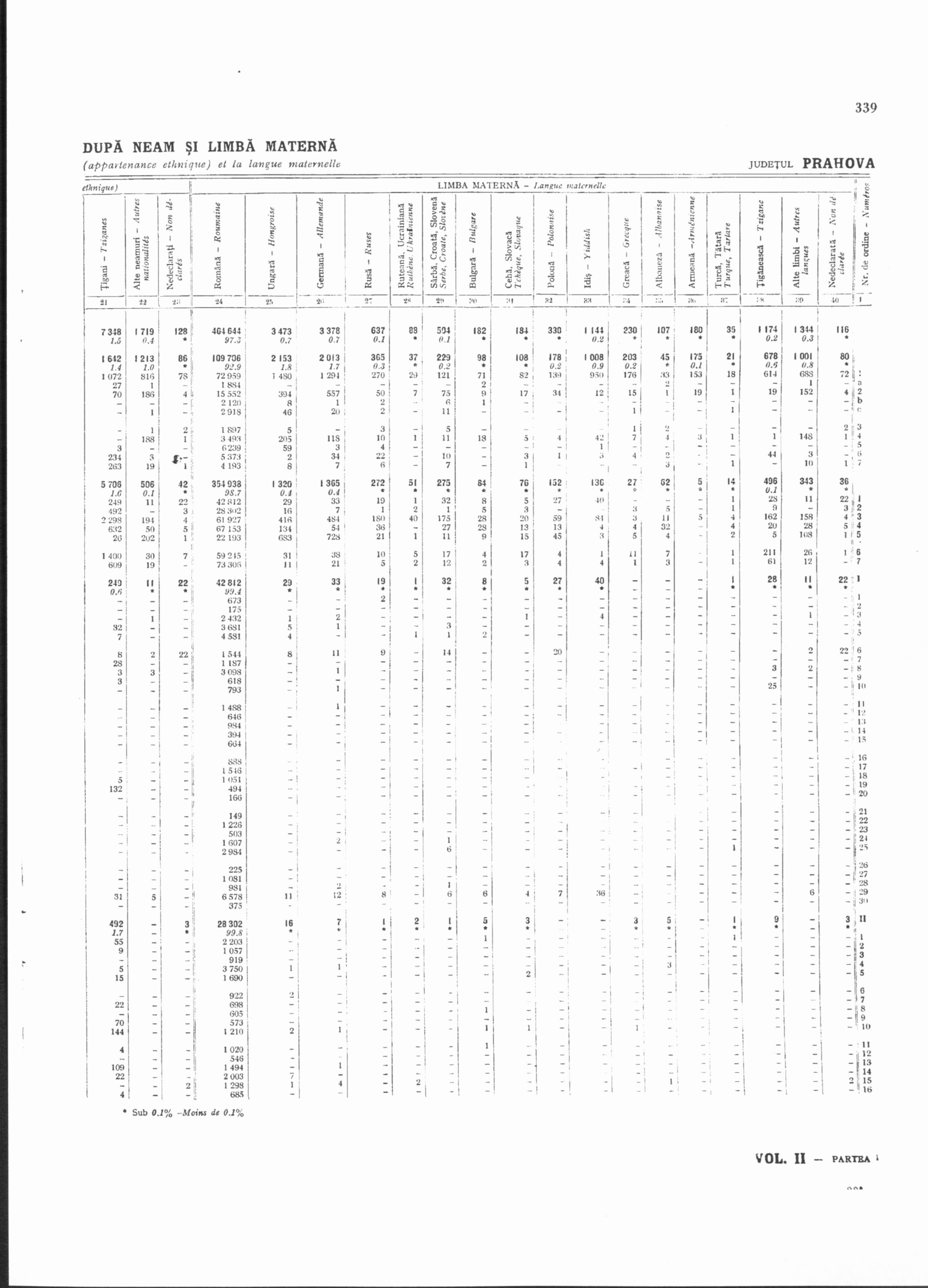
Populația județului în anul 1930, după etnie și limbă maternă
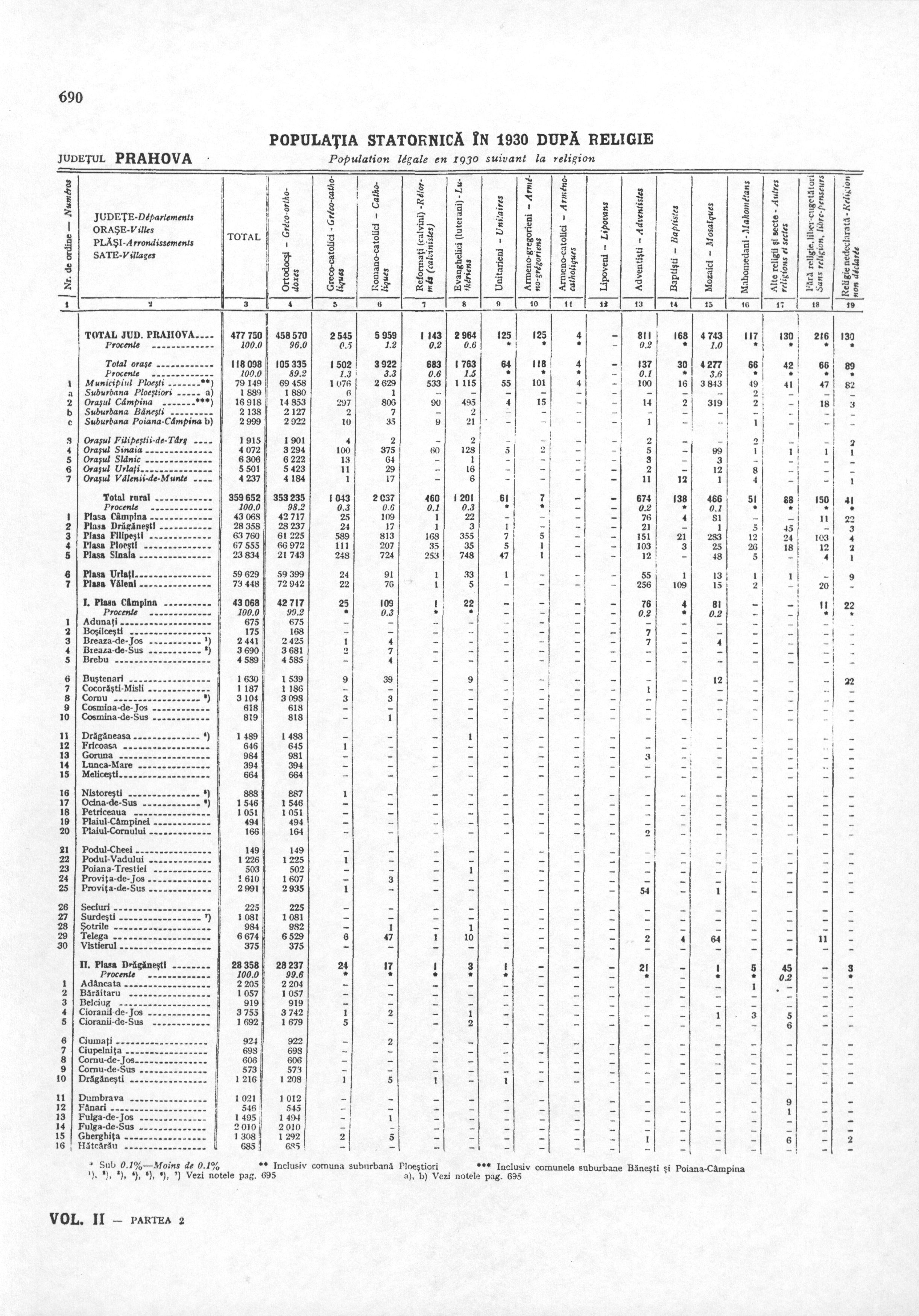
Populația județului în anul 1930, după religie